# 薩克·惠勒
薩克里·哈里森·惠勒（英語：Zachary Harrison Wheeler，1998年2月1日—），為美國職棒大聯盟的投手，目前效力於費城費城人。他先前曾效力過紐約大都會。

## 職業生涯

### 舊金山巨人
2009年美國職棒大聯盟選秀，巨人在首輪第6順位選進惠勒。原本他一度考慮繼續攻讀大學，不過最終他選擇與球隊簽約。
2010年，惠勒進入1A，開啟職棒生涯。他在中途因為指甲斷裂導致缺席一些比賽，後面更是一度轉任牛棚。該年他入選未來之星明星賽，拿下3勝3敗，防禦率3.99。
2011年，惠勒升上高階1A。該年他拿下7勝5敗，防禦率3.99，並成功入選小聯盟的明星賽。

### 紐約大都會
2011年7月28日，巨人將惠勒交易到大都會，換來卡洛斯·貝爾川和現金。2012年，他成功升上2A，並在8月升上3A。

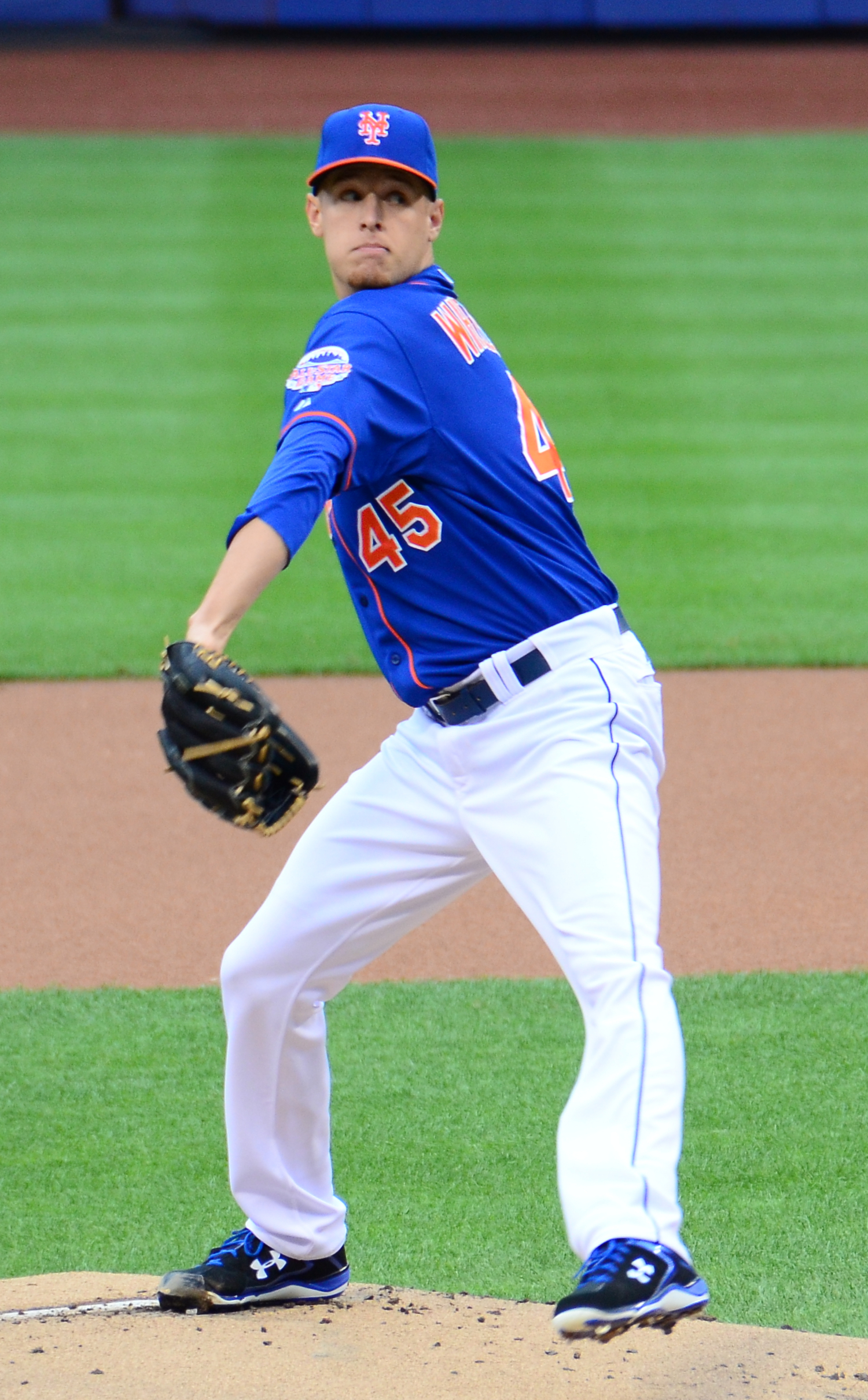
2013年的惠勒

2013年6月18日，惠勒升上大聯盟。他先發6局無失分成功拿下勝投。8月15日，惠勒寫下單場12次三振的個人紀錄。9月21日，惠勒在先發過後感到肩膀不適，因此球隊宣布將他停機到賽季結束。整季他拿下7勝5敗，防禦率3.42。
2014年，球隊王牌麥特·哈維因為動了湯米約翰手術而整季報銷。惠勒也被紐約媒體視為大都會未來的王牌投手。不過他在球季前兩個月表現起伏不定，控球不穩造成他保送多，面對左打能力也不出色。6月19日他面對馬林魚投出3安打完封勝。儘管大都會這年戰績低迷，不過惠勒的整體表現仍是球隊的亮點。該年他拿下11勝11敗，防禦率3.54。
2015年3月16日，惠勒因為尺骨附屬韌帶受傷，動了湯米約翰手術而整季報銷。他在3月25日開始動手術。不過好消息是麥特·哈維傷癒回歸，球隊最終還一路闖進世界大賽。2016年4月，動完第一次手術的惠勒又進行第二次手術，因此球隊將他復出日延到明星賽後。6月底，他在小聯盟進行復健賽再度感到肩膀不適。之後他因為屈肌腱發炎導致整個賽季再度報銷。

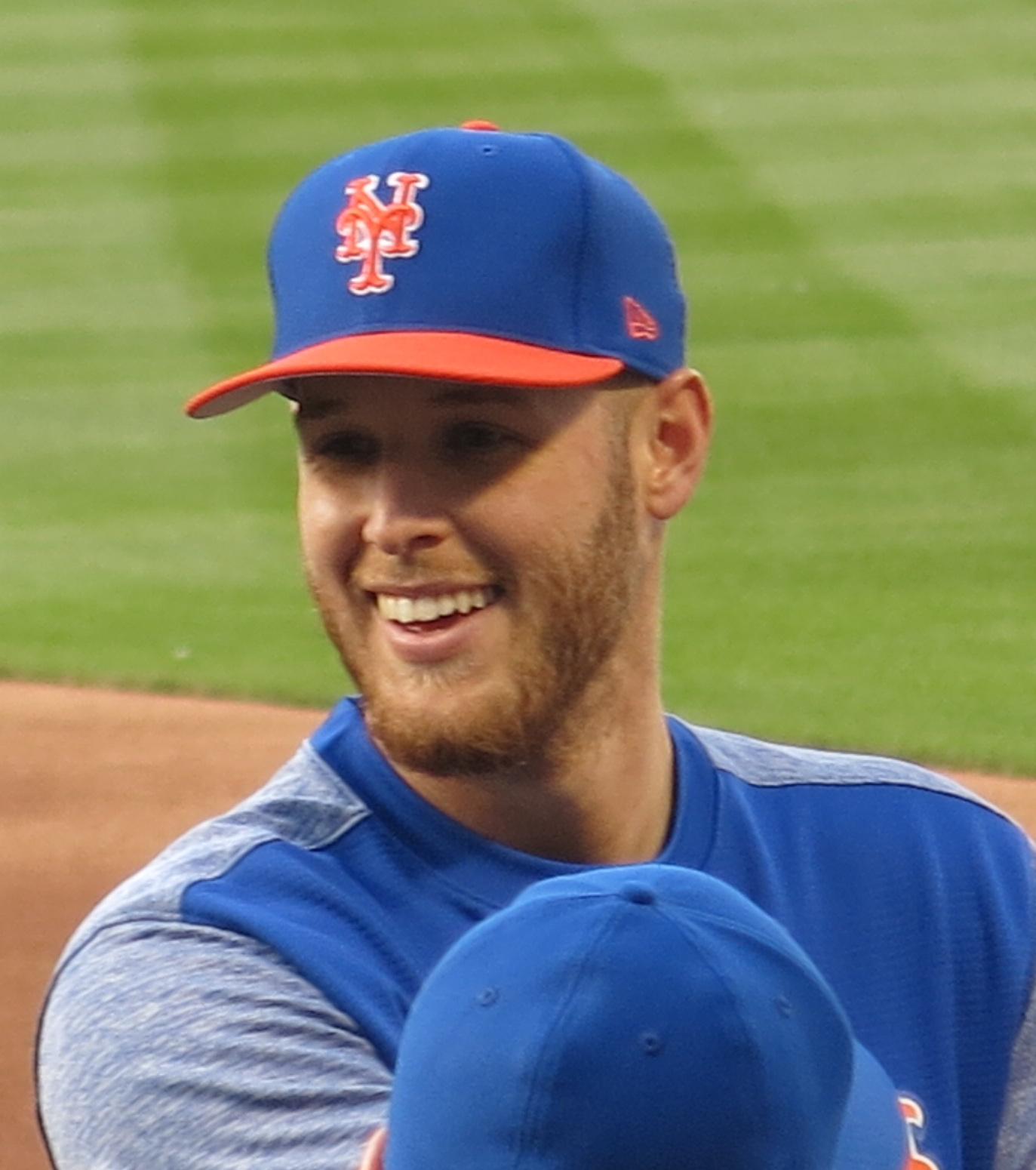
2017年的惠勒

2017年1月11日，他和大都會簽下1年80萬美元的合約。4月8日，惠勒睽違兩年成功站上大聯盟投手丘，主投4局失5分。他在6月面對小熊曾僅投1.2局狂失8分，寫下個人最慘先發表現。後來他被道奇隊新秀科迪·貝林傑敲出雙響砲，讓他成為大聯盟史上前51場比賽敲出最多轟的球員。
6月22日，他因為二頭肌出現肌腱炎再度進傷兵名單。許多媒體對於他是否能夠再成功回到球場投球已經打上不少問號。最後他在8月24日宣布整季報銷，該年拿下3勝7敗，防禦率5.21。
2018年，雖然惠勒健康回到球場，但是大都會為求保險，簽下2017年的美聯勝投王Jason Vargas，並將惠勒移往牛棚。而惠勒在春訓表現不佳，所以開季從3A出發。不過Vargas在季中受傷，而惠勒也把握機會再先發繳出好表現。他在下半季的防禦率僅1.32，為大聯盟第二低。儘管惠勒表現不錯，但球隊為了長遠目標和他的健康，在9月19日還是提前結束了他的球季。該年他拿下12勝7敗，防禦率3.31。
2019年，惠勒在球季結束後就會成為自由球員，所以大都會試圖在季中將他交易，不過他在自由市場上卻乏人問津。他在上半季的防禦率為4.69，不過他在下半季最後5場先發合計僅失1分。該年他拿下11勝8敗，防禦率3.96。

### 費城費城人
2019年11月9日，惠勒和費城人簽下5年1.18億美元的合約。他在兒子出生後一週完成費城人的初登板，並成功拿下勝投。2020年9月9日，惠勒因為穿褲子時弄斷指甲而進入傷兵名單。後來他甚至在10月12日進行手術。2020年球季他拿下4勝2敗，防禦率2.92。而他也成為費城人隊史首位前10場先發都掉不到3分的投手。
2021年4月3日，惠勒主投7局送出10次三振，同時還擊出兩支安打。5月29日，他單場投出14次三振，成功寫下連三場先發至少投出10次三振的隊史紀錄，為隊史繼史提夫·卡爾頓和柯特·席林後，第三位達成的投手。他在上半季先發17場比賽，防禦率僅2.05，因此他順利入選明星賽。在賈寇伯·迪格隆因傷缺席明星賽先發後，許多球迷都希望惠勒能夠頂替其空缺。不過最後由麥斯·薛澤擔任明星賽先發，而惠勒則在9局上登板。

## 個人生活
惠勒目前已婚，並育有一子。兒子威斯利於2020年7月20日出生。此外，他和前勇士隊好手奇伯·瓊斯也是好友，兩人因為瓊斯的經紀人而認識。

## 外部連結
- 球員資訊和成績在MLB ，ESPN ，Retrosheet ，Baseball Reference ，Baseball Reference (Minors) ，Fangraphs ，The Baseball Cube （英文）
- 薩克·惠勒的X（前Twitter）
- 薩克·惠勒在台灣棒球維基館上的頁面（繁體中文）